# بير كنودسن
بير كنودسن هو موظف مدني نرويجي، ولد في 9 أكتوبر 1949، وتوفي في 16 يناير 2005.